# Rolando
Rolando Jorge Pires da Fonseca, född 31 augusti 1985 i São Vicente, mer känd som endast Rolando, är en Kap Verde-född portugisisk fotbollsspelare. Han spelar som mittback för Braga.

## Klubbkarriär
Rolando debuterade för FC Porto den 30 augusti 2008 i en 1–1-match mot Benfica. 

## Landslagskarriär
Rolandos seniorlandslagsdebut för Portugal kom den 11 februari 2009 i en 1–0-vinst över Finland.